# Insula Vukovar
Insula Vukovar (în croată Vukovarska ada, în sârbă Вуковарска ада) este o insulă disputată de pe fluviul Dunărea. Insula este situată în apropierea orașului croat Vukovar.

## Istoric
Pe timpul existenței Iugoslaviei, insula Vukovar făcea parte din Croația. În timpul Războiului Croat de Independență, Armata Populară Iugoslavă și forțele paramilitare sârbești au ocupat insula.
În 1991, Croația și-a declarat independența. Decizia Comisiei de Arbitraj Badinter a fost că frontierele între fostele republici iugoslave ar trebui să devină granițele dintre noile țări, dar insula a rămas sub control sârb, la fel cum erau la acea vreme și alte părți ale Oblastului Autonom Sârb Slavonia Orientală, Baranja și Syrmia de Vest (estul Croației).
După acordul de pace din 1998, Slavonia Orientală, Baranja și Syrmia de Vest au fost retrocedate Croației, dar insula Vukovar a rămas sub ocupație militară sârbă. O situație similară s-a petrecut și cu insula Šarengrad.
În 2004, Serbia și-a retras majoritatea armatei de pe insulă, dar poliția sârbă a preluat controlul complet al frontierei abia în 2006.
În 2006, plajele insulei au fost deschise publicului pentru prima dată de la Războiul Croat de Independență. Insula este întreținută de Športsko-ribolovno
društvo „Dunav” (Societatea Sporturilor de Recreere „Dunărea”) din Vukovar. Cu toate acestea, cetățenii croați nu își pot vizita fostele proprietăți de pe insulă.
O parte a acordurilor de pace a constituit-o înțelegerea pe termen scurt care stipula că statul croat va controla partea vestică, iar cel sârb partea estică a Dunării. Poziția oficială a Serbiei este că decizia Comisiei de Arbitraj Badinter nu este validă și că înțelegerea pe termen scurt dintre Croația și Serbia va deveni viitoarea graniță dintre cele două țări, deoarece insula Vukovar, fiind mai aproape de țărmul sârbesc, este parte a Serbiei. Pe de altă parte, poziția oficială a Croației este că decizia Comisiei de Arbitraj Badinter este finală și fără drept de apel, iar insula este teritoriu croat.